# Gulån, Ljungan
Gulån är ett vattendrag i Medelpad, Ånge kommun, högerbiflod till Ljungan. Vattendraget har en längd på cirka 10 kilometer. Gulån rinner upp väster om Magdbybodarna och strömmar därifrån åt nordväst mot Ånge genom ett i stort sett obebott skogslandskap och rinner ut vid Brännorna nära Ånge. Endast några få små sjöar avvattnas av Gulån, de största är Torråstjärnen (9 hektar) och Gällsjön (8 hektar). 